# Tramlijn Middelburg - Domburg
De tramlijn Middelburg - Domburg was een tramlijn op Walcheren. De lijn liep van Middelburg via Koudekerke naar Domburg.

## Geschiedenis

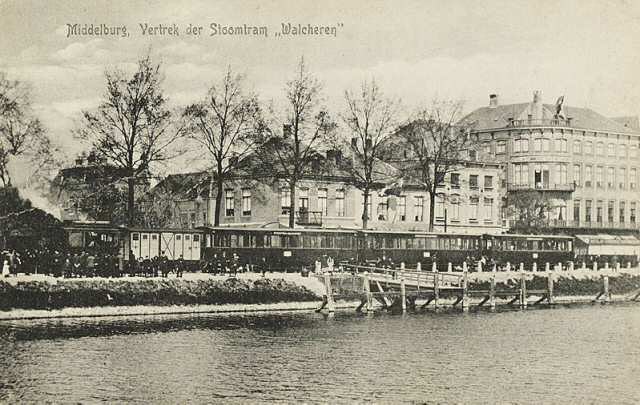
Stoomtram klaar voor vertrek bij de kade,1906 - 1908

Nadat in 1903 de Stoomtram Walcheren was opgericht, duurde het tot 1905 voordat men met de aanleg van de tramlijn begon, deze werd geopend op 14 april 1906. In Middelburg was het vertrek bij het spoorwegstation, aan de stadzijde van het Kanaal door Walcheren. Oorspronkelijk was het plan om een tramverbinding over het kanaal te maken. Omdat in Vlissingen goede mogelijkheden aanwezig waren voor overslag met het spoor werd hier in Middelburg van afgezien. Omdat de lijn werd aangelegd in kaapspoor kon geen uitwisseling van materieel plaatsvinden.
In Koudekerke werd een stationsemplacement aangelegd, waar in een depot en een werkplaats was voorzien. Daar werd het hoofdkantoor gevestigd en werden een directeurswoning en woningen voor lager personeel gebouwd. Tevens was hier aansluiting op de tramlijn Koudekerke - Vlissingen. In Biggekerke, Zoutelande/Meliskerke, Westkapelle en Aagtekerke werden stationsgebouwtjes neergezet waarin een wachtkamer met café was. De stationsagent woonde er ook. In Domburg was een aanmerkelijk groter gebouw dat plaats bood aan wachtkamers eerste en tweede klas en een restaurant.

### Reizigersdienst
Er waren 7 slagen ten behoeve van het reizigersvervoer, in de winterdienst waren dat er zes. In het eerste jaar werden er gemiddeld 708 reizigers per dag vervoerd. In de loop der jaren hebben deze aantallen wat variatie vertoond. Aan het eind van de jaren twintig werden de vervoerscijfers langzaam minder, een trend die zich in de jaren dertig voortzette.
De SW kende ook het fenomeen sneltrams. Deze reden in 55 in plaats van 70 minuten van Middelburg naar Domburg, met alleen stops te Koudekerke en een voor het kruisen met de tegentram in Zoutelande of Biggekerke.

### Goederendienst
In 1912 waren vooral de middagdiensten dermate druk geworden, dat aparte goederentrams werden ingelegd om deze diensten te ontlasten. Het seizoen voor de suikerbietenoogst gaf pieken in het vervoer te zien van zo'n 22 wagens per dag. Hiervoor waren twee slagen ingelegd en zo'n tram bestond dus uit 10 à 12 wagens. Deze bieten werden te Middelburg met de hand overgeslagen op een schip. Ook andere vervoeren, zoals in het winterseizoen steenkool, kwamen voor. Een bijzonder vervoer betrof het vervoer van materiaal voor het versterken van de dijk in Westkapelle. Hiervoor waren de 4-assige goederenwagens K 701 en K 702 aangeschaft.

### Einde van de tramdienst
In 1921 verscheen de eerste autobusdienst op Walcheren, de "N.V. Autodienst Walcheren", Deze had een lijnennet met Middelburg als middelpunt, maar zonder parallel aan de lijnen van de SW te rijden. Er kwamen echter al snel andere ondernemers, die de stoomtrams beconcurreerden met tarieven en hogere frequenties. Bovendien stopten deze bussen vaak daar waar de tram niet kon komen. In 1926 ging de SW zichzelf (en de andere autobussen) beconcurreren met eigen autobusdiensten. In juni van dat jaar werd begonnen met Middelburg – Zoutelande en Middelburg – Serooskerke – Domburg. Op de eerste lijn had zij alleen de concessie, op de tweede moest zij die tot 1929 delen met "De Nieuwe Onderneming".
Ook op het gebied van goederenvervoer ging de SW de strijd aan. Sinds 1925 werden vrachtwagens in eigen beheer ingezet voor het vervoer van goederen.
De vervoerscijfers, die in de Eerste Wereldoorlog wat waren ingezakt, liepen na 1925 steeds verder terug en de toenemende vervoeren over de weg zorgden ten slotte voor het einde. Stukje bij beetje werden de diverse diensten verbust, eerst alleen op bepaalde dagen. De laatste (goederen)tram reed op 31 december 1937. Voortvarend werd de opbraak van de sporen opgepakt en al in 1938 waren alle lijnen verdwenen. Ongetwijfeld heeft hier ook meegespeeld dat zij door de afwijkende spoorwijdte niet gebruikt konden worden voor vervoer met spoorwagens en ook geen aansluiting kon worden gemaakt op de tramlijn Vlissingen - Middelburg die op normaalspoor reed.

### Oorlogsjaren
In de Tweede Wereldoorlog heeft de Duitse bezetter het baanlichaam nog gebruikt voor de aanleg van een smalspoorlijn met 600 mm spoor, bestemd voor het vervoer ten behoeve van de bouw van de Atlantikwall. Deze gebruikte het tracé van Middelburg naar Koudekerke. Daar splitste de lijn in een tak naar de Vlissingse Nolledijk en een langs de duinenrij naar Zoutelande, Westkapelle, Domburg en waarschijnlijk nog verder. In Vlissingen werd van de steiger aan de Koningsweg een lijn aangelegd die via de Koningsweg en de Singel richting watertoren naar de toenmalige Zandweg liep, vanwaar hij door het Nollebos aansluiting had op de zuidelijke tak uit Koudekerke.
Het materieel voor deze exploitatie, die in handen was van het Duitse leger, bestond uit diesellocomotieven en kiepkarren, alleen de lijn vanuit Vlissingen was dermate zwaar aangelegd dat daar stoomlocomotieven en zeer grote kiepwagens op konden rijden.

## Restanten
Door ruilverkaveling en sterke ontwikkeling van de stedelijke agglomeratie van Middelburg is de lijn nauwelijks terug te vinden in het landschap.